# Alvar Gullichsen
Alvar Gullichsen (Helsinki, 1961. november 28. –) finn kortárs képzőművész és zenész, a Bonk Business nevű fiktív cég és a Groovy Eldorado nevű együttes alapítója.
Gullichsen 1981-ben végezte el a Grankulla Svenska Gymnasium nevű középiskolát, majd Helsinkiben a Free Art School diákja volt. 1988-ban festészetből, 1989-ben pedig szobrászatból szerzett diplomát Helsinkiben, a Szépművészeti Akadémián.
1988-ban merült föl benne egy „harmadik évezredbeli” technológiákon alapuló, abszurd termékeket gyártó „multiglobális” cég, a későbbi Bonk Business köré épülő képzőművészeti projekt ötlete, amelyet aztán Richard Stanley és Henrik Helpiö segítségével valósított meg. A projekt egészen 2000-ig tartott.
Gullichsen 2002-ben Beninbe utazott. Az itteni befolyás indította meg a művész „afro-sámánikus” korszakát, amelyre az afrikai festészeten kívül a dél-amerikai bennszülött képzőművészet is hatással volt. Ugyancsak az afrikai tartózkodás nyomán alapította meg Gullichsen a Groovy Eldorado nevű, finn és afrikai zenészekből álló együttest.

## Galéria

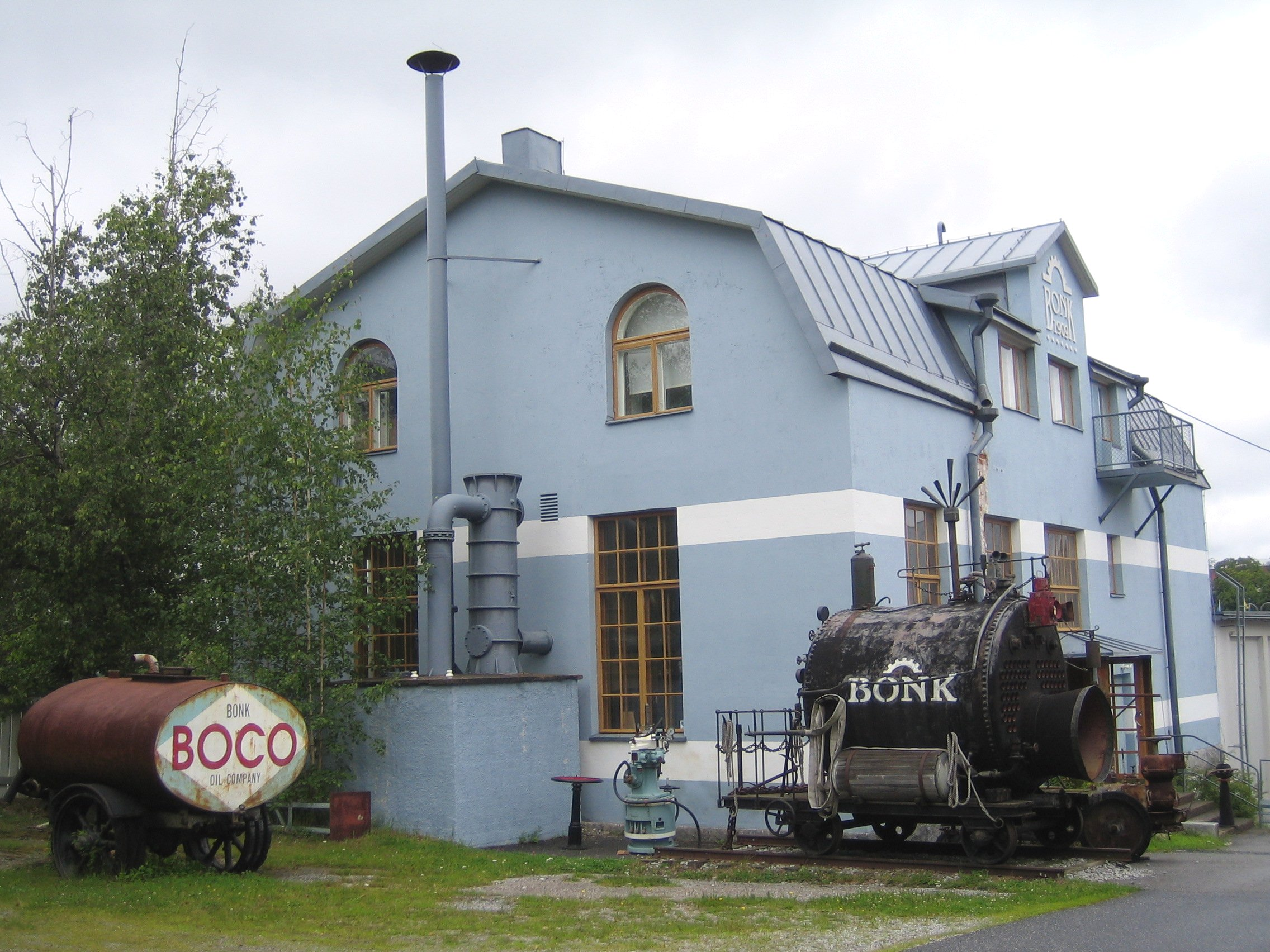
Bonk Center.
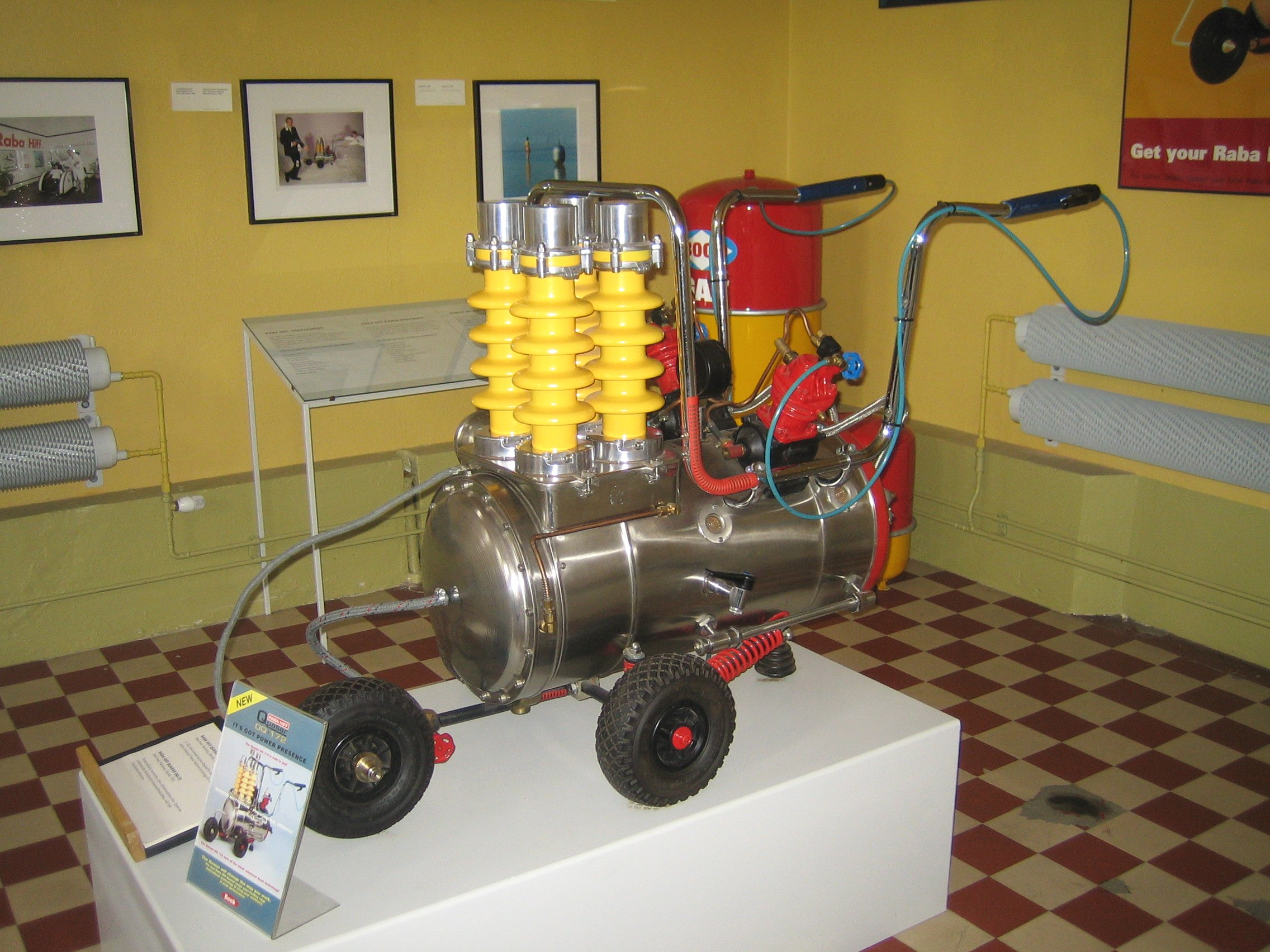
Raba Hiff.
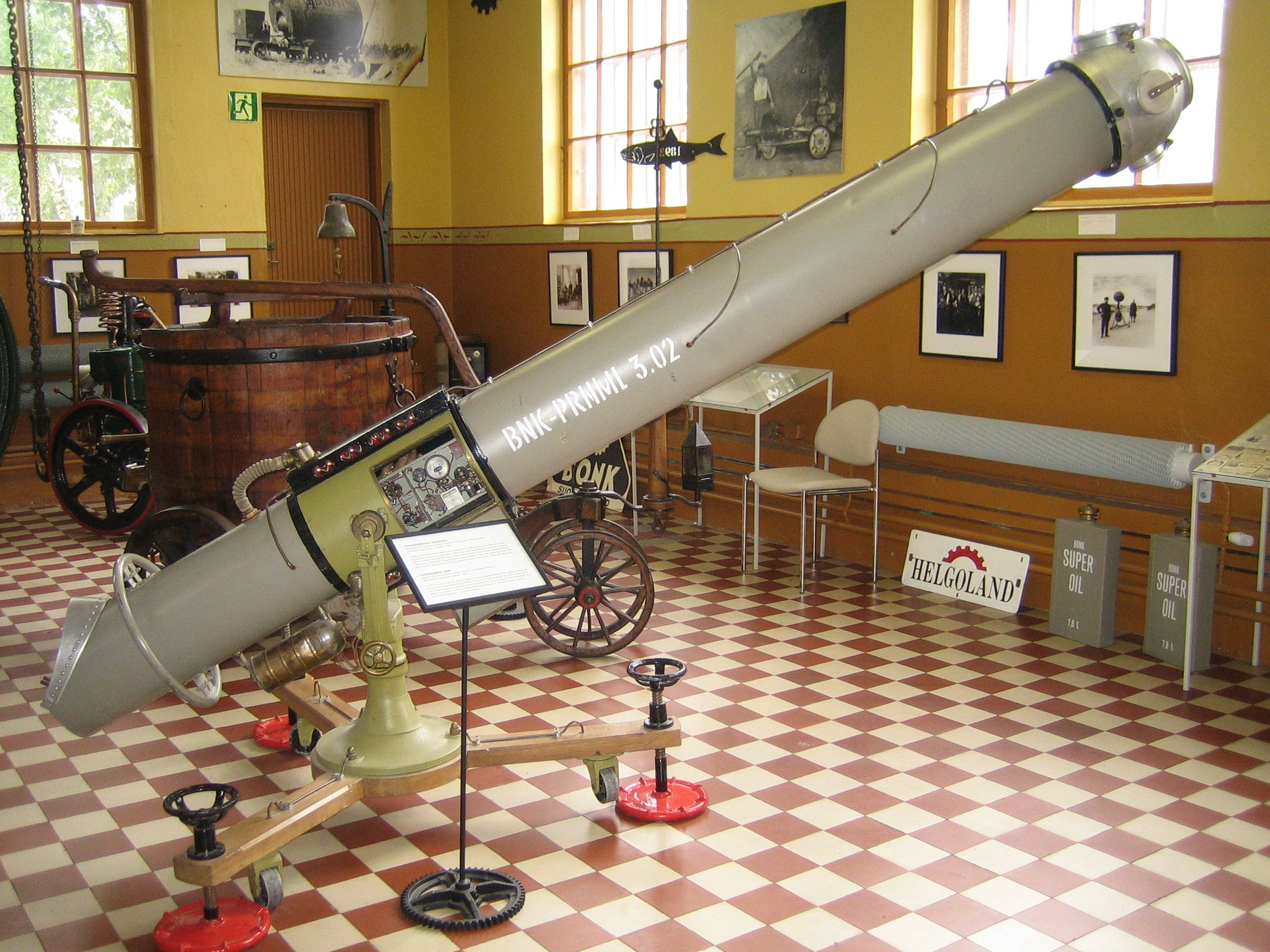
Paranormal cannon.